# José Lobatón
José Manuel Lobatón (né le 21 octobre 1984 à Acarigua, État de Portuguesa, Venezuela) est un receveur des Ligues majeures de baseball.

## Carrière

### Padres de San Diego
José Lobatón signe un premier contrat professionnel en 2002 avec les Padres de San Diego. Il fait ses débuts dans les majeures avec ceux-ci le 5 juillet 2009. Il dispute sept parties pour San Diego, frappant trois coups sûrs en 17 présences au bâton, pour une moyenne de ,176. Son premier coup sûr dans les grandes ligues est réussi contre le lanceur Jason Marquis, des Rockies du Colorado, le 19 juillet.

### Rays de Tampa Bay

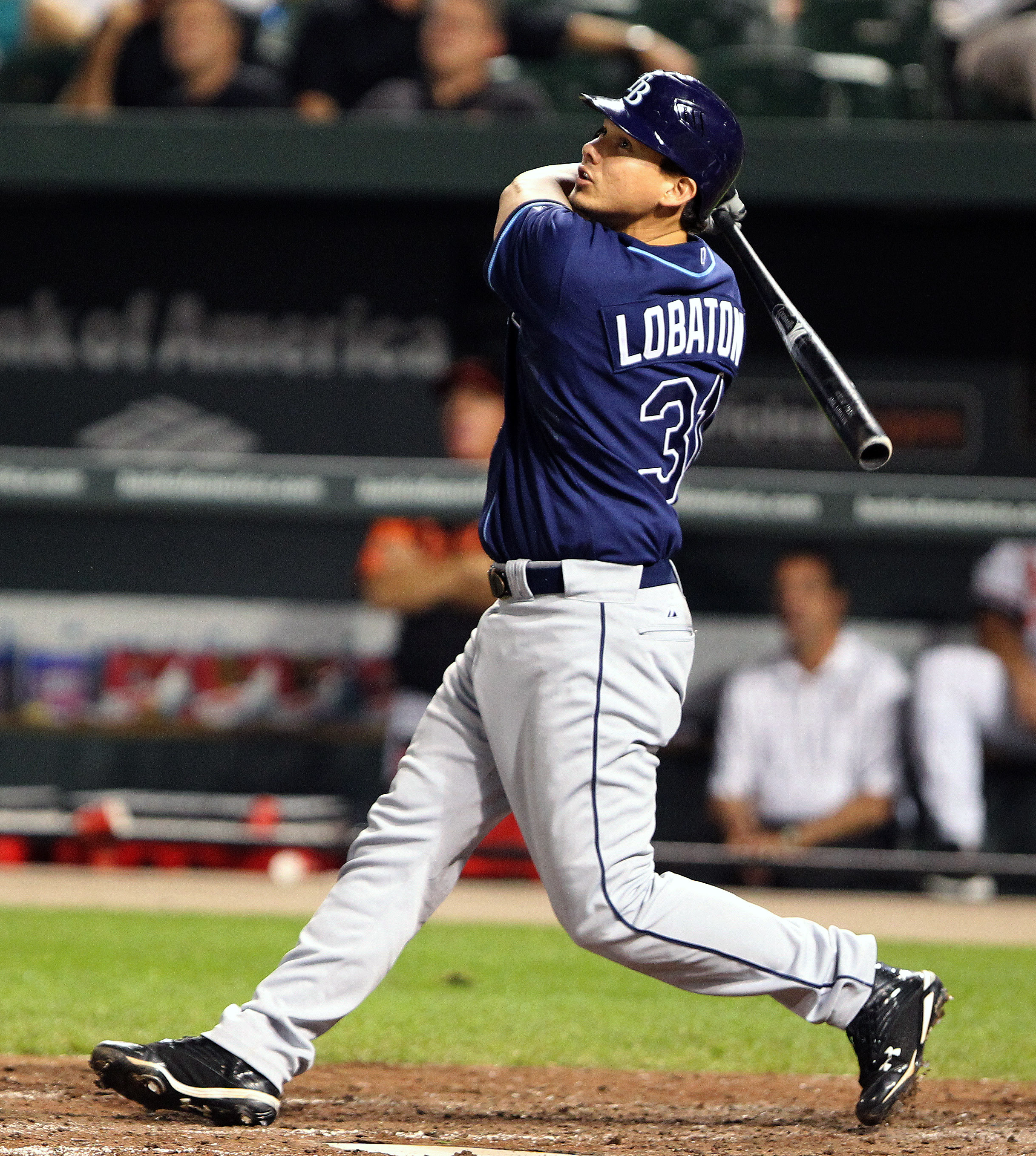
José Lobatón en 2011 avec les Rays de Tampa Bay.

Cédé au ballottage par les Padres, il est réclamé le 30 juillet 2009 par les Rays de Tampa Bay. Il passe la fin de la saison 2009 ainsi que la saison 2010 dans les ligues mineures. Il revient dans les majeures le 15 juillet 2011 avec Tampa Bay et, après un bref séjour dans l'effectif, il obtient un deuxième passage en septembre.
En 2012, il est le receveur substitut à José Molina avec les Rays. En 2012, il dispute 69 parties et frappe pour ,222 de moyenne au bâton. Il claque deux coups de circuit, dont son premier dans les majeures le 25 juillet aux dépens du lanceur Matt Lindstrom des Orioles de Baltimore. 
En 2013, il joue 100 matchs, son plus haut total jusque-là en une saison, et dispute le même nombre de parties que Molina (96) à la position de receveur. Lobatón frappe pour ,249 avec 7 circuits et 32 points produits. Le 7 octobre, dans le 3e match de la Série de division de la Ligue américaine contre les Red Sox de Boston, son circuit en fin de 9e face au lanceur Koji Uehara procure aux Rays une victoire de 5-4 et leur évite de subir l'élimination.

### Nationals de Washington
Le 13 février 2014, Lobatón est avec deux joueurs des ligues mineures, le lanceur gaucher Felipe Rivero et le voltigeur Drew Vettleson, échangé aux Nationals de Washington pour le lanceur droitier Nate Karns.
Lobatón évolue pour les Nationals de 2014 à 2017.

### Mets de New York
Il signe un contrat des ligues mineures avec les Mets de New York le 15 décembre 2017.

## Statistiques
| Saison | Équipe    | G | AB | R | H | 2B | 3B | HR | RBI | SB | BA    |
| ------ | --------- | - | -- | - | - | -- | -- | -- | --- | -- | ----- |
| 2009   | San Diego | 7 | 17 | 0 | 3 | 0  | 0  | 0  | 0   | 0  | 0,176 |
| Totaux | Totaux    | 7 | 17 | 0 | 3 | 0  | 0  | 0  | 0   | 0  | 0,176 |

Note : G = Matches joués ; AB = Passages au bâton; R = Points ; H = Coups sûrs ; 2B = Doubles ; 3B = Triples ; 
HR = Coup de circuit ; RBI = Points produits ; SB = Buts volés ; BA = Moyenne au bâton.